# Tsuno, Kōchi
Tsuno (japanska: 津野町?, Tsuno-chō) är en landskommun (köping) i Kōchi prefektur i Japan. 